# Conquesta espanyola de l'Imperi Inca

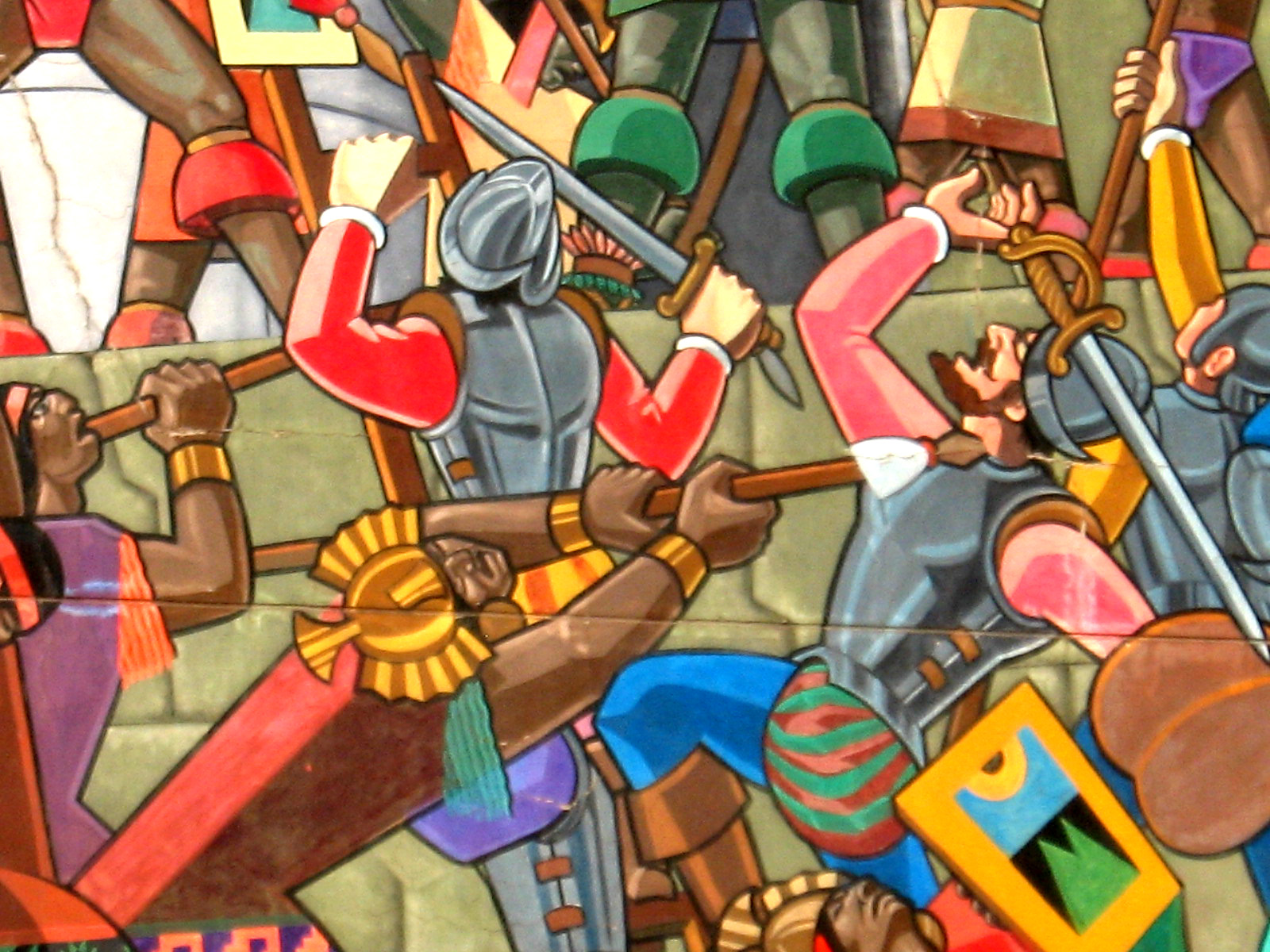
Inques i espanyols en un enfrontament, pintura de Juan Bravo per a la municipalitat del Cuzco

La conquesta espanyola de l'Imperi Inca (1532 - 1572) fou el procés històric d'annexió de l'Imperi Inca a l'Imperi Espanyol. Felipe Guamán Poma de Ayala, cronista del país, assenyala el primer contacte entre un espanyol i un inca, entre Pedro de Candía i Huayna Cápac. No obstant això, va ser a principis de 1532 quan un exèrcit incaic es va topar amb els conquistadors espanyols, durant la guerra civil entre els dos hereus al tron de Cuzco, Huàscar i Atahualpa, fills del recentment mort emperador inca, Huayna Cápac. En aquesta trobada, Atahualpa fou fet pres per Francisco Pizarro i setmanes després va ser executat. No obstant això, després del començament de la conquesta espanyola, l'Imperi Incaic sobreviuria fins al 1572, quan el virrei Francisco de Toledo executaria l'últim Sapa Inca: Túpac Amaru I.

## Antecedents
Guaman Poma va dir en les seves cròniques que l'inca Huayna Cápac va tenir una trobada amb Pedro de Candía al Cuzco, tot i que aquesta crònica es considera errònia.
Es diu que l'entrevista es va produir utilitzant signes, segons els quals l'inca va interpretar que Candía menjava or, de manera que el governador li va brindar or en pols i després li va permetre anar-se'n. Pedro de Candía es va emportar a un dels chasquis a Espanya i el va presentar al rei, després va ser portat de tornada al Tahuantinsuyo perquè fes de traductor. Aquest inca seria conegut després com a Felipillo.

### La situació incaica
Poc temps després del primer contacte entre Huayna Cápac i Pedro de Candía, el Sapa Inca i el seu successor, Nina Cuyuchi, van morir a causa d'una rara malaltia, que alguns autors atribueixen a la verola portada amb els europeus.
Després de l'anarquia posterior al decés de l'inca, Huàscar va assumir el govern per ordre dels orejones (nobles) de Cuzco, els quals creien que la seva experiència com a vice-governant era suficient per assumir el comandament. Després d'un cop d'estat fallit, Huàscar, preocupat per l'excessiva confiança que tenia el seu germà Atahualpa en els generals de l'imperi-els anomenats ikas -, ordena al seu germà que s'allunyés d'ells. Però ell reacciona, va organitzar un exèrcit i li va declarar la guerra. L'enfrontament, que hauria de durar tres anys, va finalitzar amb la victòria d'Atahualpa i la captura i posterior execució de Huàscar.

### Situació dels conqueridors
Cap a 1523, als 47 anys, Francisco Pizarro estava situat a Panamà, ciutat de la qual va arribar a ser alcalde el 1522.
L'anàlisi històrica s'inclina a creure que Pizarro posseïa una fortuna modesta, perquè per emprendre l'aventura, ell i Diego de Almagro, van haver d'associar-se amb un capellà influent, Hernando de Luque, que en aquell temps era capellà a Panamà. Villanueva parla d'un quart "soci ocult": el licenciado Espinoza, que no va voler figurar públicament, però que va ser el financer de les expedicions. Això va haver de ser així, ja que mai un sol dels socis decidia de manera unilateral les accions. Només Francisco Pizarro, iniciada la conquesta física del Perú, va prendre decisions de campanya o sobre accions militars i administratives, prerrogatives del seu càrrec de Governador de Nova Castella.
El 1524 Pizarro es va associar amb Diego de Almagro i el capellà Hernando de Luque per conquerir "El Birú" (paraula que després es convertiria en Perú), i es repartiren les responsabilitats de l'expedició. Pizarro la comandaria, Almagro s'encarregaria del proveïment militar i d'aliments i Luque s'encarregaria de les finances i de la provisió d'ajuda. A finals de setembre de 1526, quan havien transcorregut dos anys de viatges cap al sud, durant els quals afrontaren tota mena de perills i calamitats, van arribar a l'illa del Gallo cansats i extasiats. El descontentament entre els soldats era molt gran, donat que portaven diversos anys passant calamitats sense aconseguir cap resultat. Pizarro intentà convèncer els seus homes perquè seguissin endavant, però la majoria dels seus hosts volien desertar i tornar.
A l'illa del Gallo es produeix l'acció èpica de Pizarro, de traçar amb l'espasa una ratlla a les arenes de l'illa, mentre exhortava els seus homes a decidir entre seguir o no en l'expedició descobridora. Només creuar la línia tretze homes. Els "Tretze de la Fama", o els "Tretze de l'illa del Gallo" , foren Bartolomé Ruiz, Pedro Alcón, Alonso Briceño, Pedro de Candia, Antonio Carrión, Francisco de Cuéllar, García Jerén, Alonso Molina, Martín Pau, Cristóbal de Peralta, Elias Ascoy Angulo, Domingo de Soraluce i Juan de la Torre.
Sobre l'escena que es va viure a l'illa del Gallo, tan bon punt Juan Tafur li transmetés l'ordre del governador Pedro de los Ríos, explica l'historiador José Antonio del Busto:
| «                        | "El trujillano (natural de Trujillo, fent referència a l'origen de Pizarro) no es va deixar guanyar per la passió i, desembeinant la seva espasa, va avançar amb ella nua fins als seus homes. Es va aturar davant d'ells, els va mirar a tots i evitant una arenga llarga es va limitar a dir, alhora que, segons posteriors testimoniatges, traçava amb l'arma una ratlla sobre la sorra: Per aquest costat es va a Panamà, a ser pobres, per aquest altre al Perú, a ser rics; triï el que sigui bon castellà el que més bé li vagi. Un silenci de mort va rubricar les paraules de l'heroi, però passats els primers instants del dubte, es va sentir cruixir la sorra humida sota les botes i les espardenyes dels valents, que en nombre de tretze, van passar la ratlla. Pizarro, quan els va veure creuar la línia, "no poc es va alegrar, i va donar gràcies a Déu per això, donat que havia estat capaç de posar-los al cor la idea de quedar-se". Els seus noms han quedat en la Història ". | » |
| — José Antonio del Busto | |   |

Pizarro i els Tretze de la Fama esperaren a l'illa del Gallo cinc mesos pels reforços, els quals van arribar de Panamà enviats per Diego de Almagro i Hernando de Luque i comandats per Bartolomé Ruiz. El navili va trobar a Pizarro i els seus en l'Illa de la Gorgona, famolencs i assetjats pels indis. Aquest mateix dia, Pizarro va ordenar salpar cap al sud.
Pizarro no va ser ni el primer ni l'únic que va intentar la conquesta del Perú. Dos anys abans, el 1522, Pascual de Andagoya va ser el primer a tractar d'efectuar aquesta aventura: la seva expedició va acabar en un estrepitós fracàs. Les notícies de l'existència de "Birú"  i de les seves enormes riqueses en or i plata, va haver d'influir en l'ànim d'aquests aventurers i podria haver aportat l'ingredient decisiu per preparar l'expedició no només de Pizarro sinó d'Andagoya. Per aquesta raó, Pizarro, Almagro i Luque es van llançar a l'aventura.

## La conquesta (tercer viatge)
La Capitulació de Toledo de 1529 concedia a Francisco Pizarro va permís per colonitzar i poblar les Índies i establir-hi la Governació de Nova Castella,

### Primera fase
El 1531, les tropes de Francisco Pizarro es van separar en dos; Pizarro a Coaque es va dirigir cap a Puná (al Golf de Guayaquil). A Puná, els espanyols van rebre regals i instruments musicals per part del curaca de Puná, que els veia com a instrument per als seus fins. Més tard aquest curaca va recórrer als punanenys i es van rebel·lar pels excessos comesos pels espanyols.
Els punanenys van haver d'enfrontar-se no només a espanyols sinó també als tumbesins, aliats dels espanyols per vells ressentiments de guerra cap als illencs de Puná. Més tard els espanyols van ser víctimes de traïcions i conspiracions per part dels seus aliats tumbesins; En una ocasió els tumbesins van abandonar en una de les basses enmig del mar a tres espanyols.

### Segona fase
Hernando de Soto amb la seva tropa perseguir els revoltats tumbesins durant tota la nit i al matí: van caure sobre els seus campaments per sorpresa, els van matar i es van apoderar dels seus campaments. L'endemà va continuar la persecució. El cacic Quilimasa amb les degudes garanties per a la seva vida, es va presentar davant Hernando de Soto, que el va portar on era el governador. Per la conversa amb Quilimasa, s'assabentà que altres cacics més importants havien ordenat la mort dels espanyols.
Una altra conversa important va ser la que va sostenir Pizarro amb un principal vingut de l'interior. Pel que fa a això Pedro Pizarro, diu: " ... en preguntar-li a l'indi què era allò, va dir que era un poble gran on residia el Senyor de tots ells, i que hi havia molta terra poblada i molts càntirs d'or i plata, i cases folrades amb planxes d'or, i certament l'indi va dir veritat, i menys del que havia ...  "; els va informar també sobre valls més fèrtils. A més de l'anterior, va informar Pizarro sobre la situació inca. Tots aquests informes van entusiasmar Pizarro, que va decidir continuar amb la conquesta.
En veure que no trobaven els indis que perseguien i que els poblats tumbesins havien estat arrasats pels punenys, Pizarro decidí continuar deixant-hi el seu tinent i la va abandonar en dos grups. L'avantguarda, comandada per ell mateix i acompanyada per Hernando de Soto, va partir cap a Poechos. La rereguarda, comandada per Hernando Pizarro, va sortir de Tumbes posteriorment, perquè a les seves files hi havia malalts: se'ls va ordenar que seguissin l'avantguarda.

#### La fundació de San Miguel
A Poechos, Pizarro té notícies d'Atahualpa, que s'estava desplaçant de Quito a Cajamarca. A més, va tenir detalls de la guerra que sostenia amb Huàscar. Decidí enviar Hernando de Soto a Caxas, amb la finalitat de recopilar informació sobre Atahualpa. Hernando de Soto es va prendre un temps en això, un fet que va causar la preocupació de Francisco Pizarro. Mentrestant, s'uní a la rereguarda de conquistadores que venien amb Hernando Pizarro. En aquest temps s'havien revoltat els indis de Chira i Tangarala (Tangarará), un fet que obligà els espanyols d'Hernando de Soto, a atrinxerar-se a la huaca Chira, i enviaren a una part d'espanyols on Pizarro a demanar ajuda.
Francisco Pizarro deixà el seu germà Hernando a Poechos, i es dirigí a la huaca Chira per auxiliar els seus companys d'armes. Allà va castigar severament els curaques:  "Tretze curacas van ser morts a garrot i cremats els seus cossos" . Després de calmar Chira, es dirigí a Tangarala (Tangarará), on fundà la Vila de San Miguel, el 15 d'agost de 1532. Va ser la primera ciutat espanyola fundada al Perú. Després va passar a Piura, territori dels tallans. En aquesta ciutat, Francisco Pizarro feu el primer repartiment de terres i serfs indis entre els espanyols que van voler establir-s'hi. Aquest primer repartiment va incloure a més de Piura, Túmbez (Tumbes). Pedro Pizarro, que havia quedat amb el seu germà Hernando a Poechos, descriu la presència d'un espia d'Atahualpa entre els curaques de Poechos, el qual després va donar notícies a l'Inca de l'arribada dels conqueridors. Així Pizarro té per primera vegada notícia d'Atahualpa, de la guerra civil que enfrontava els germans i del derrotat Huàscar, que havia estat capturat.

#### Viatge de Piura a Cajamarca
Abans d'entrar a la serra, Francisco Pizarro va prendre una sèrie de precaucions, que segons Villanueva, van ser:
| «                                  | 1. Que el seu germà Juan Pizarro, amb cinquanta homes a cavall, s'instal·lés a Piura, alerta davant les hosts d'Atabalipa, i fes gran activitat d'espionatge; 2. I que, amb la resta de gent, el seu germà Hernando Pizarro s'instal·lés a Tangarala; 3. El repartiment de Túmbez, que era el més ambicionat, el va entregar a Hernando de Soto, amb la qual cosa complia la promesa que li feu a Hernando Ponce de León quan li va noliejar dos navilis a Panamà; 4. A Tangarala va posar, com a tinent-governador, Antonio Navarro, comptador del rei d'Espanya; 5. A més, va deixar a Tangarala cinquanta-cinc veïns espanyols, que es van quedar a poblar | » |
| — Villanueva Sotomayor , lib. cit. | |   |

Després de dictar les disposicions anteriors i de reforçar la seva rereguarda, es dirigí a Cajamarca pels camins inques (i en concret per Cápac Nyam: camí inca de la serra), on sabia que es trobava Atahualpa. Jerez diu que Pizarro va sortir de San Miguel de Piura el 24 de setembre de 1532 amb " seixanta-dos homes a cavall i cent dos a peu ". Camí a Cajamarca, un noble orellut s'entrevistà amb Pizarro per fer-li saber que l'Inca "té la voluntat de ser el seu amic, i l'espera en pau a Cajamarca ". Després d'això l'indi va retornar a Cajamarca a informar Atahualpa i lliurar-li els regals que va enviar amb ell Francisco Pizarro i per dir-li " que s'afanyaria a arribar a Cajamarca i ser amic de l'Inca"  ". Per tal de no ser fustigat per ambdós bàndols de la confrontació intestina, Pizarro pregonava que era partidari de Huàscar Inca Yupanqui i al Apoo, li deia que venia a donar suport a Atahualpa.
Les tropes d'Atahualpa acabaven de derrotar les del seu germà Huàscar a Huanacopampa, el qual havia estat fet presoner. Segons María Rostworowski, "Hi ha consens entre els cronistes a l'hora d'assenyalar les crueltats ordenades per Atahualpa contra els parents, dones i fills de Huàscar. Tots van ser penjats i es va perseguir a les cases dels difunts Inques als quals havien pertangut al llinatge Huàscar. El major acarnissament es va complir amb els membres de la panaca de Tupac Yupanqui, on es van matar tots els membres que es van poder trobar  "(" Història del Tahuantinsuyu "). Mentre aquesta repressió tenia lloc, Atahualpa s'estava a Huamachuco celebrant els triomfs dels seus generals i es preparava per dirigir-se a Cajamarca. En aquell moment arribaren missatgers enviats pels curaques de Paita i de Tumbes i van avisar de l'arribada d'uns estranys personatges que habitaven unes cases flotants i muntaven uns enormes animals. Atahualpa va retardar la seva marxa a Cajamarca per veure els nouvinguts i va donar als seus generals l'ordre d'anar a Cajamarca amb Huàscar, lloc on es reuniria amb ells.
A la llacta de Cinto, el curaca va informar Pizarro que Atahualpa havia estat a Huamachuco i que es dirigia a Cajamarca amb cinquanta mil homes de guerra. Continuant el seu camí cap Cajamarca, els espanyols van arribar a una bifurcació del camí. Una d'aquestes portava a Chincha Alta i l'altra a Cajamarca. Alguns espanyols opinaven que seria millor anar a Chincha i postergar l'enfrontament amb Atahualpa. No obstant això, Pizarro decidí anar a Cajamarca, per diverses raons que explica Villanueva Sotomayor:
| «                                 | "1. Recorda les recomanacions d'Hernán Cortés:" el primer que cal fer és apoderar-se del cap, ho consideren com el seu déu i tenen poder absolut. Amb això, els altres no saben què fer ". 2. Per la seva pròpia experiència, a Coaque, la Puná i Túmbez, sap que va capturar un curaca i si el té com a ostatge es guanya molt. En canvi, lliure, el curaca es converteix en enemic perillós. 3. Els huascaristes l'ajuden perquè ell s'ha declarat "el seu partidari". Prendre una ruta diferent a on hi ha els protagonistes de la guerra civil seria perdre aquest valuós suport. 4. A Atahualpa li ha fet dir que va a trobar-lo perquè "vol ser el seu amic" i "donar-li suport" en la seva lluita contra Huáscar Inca Yupanqui. No complir amb aquesta promesa debilitaria les possibilitats de la sorpresa i l'engany que li tenia preparat a l'inca. 5. Canviar la ruta cap a Chincha seria la perdició per a Pizarro, perquè quedarien al descobert els seus plans secrets ...". | » |
| — Villanueva Sotomayor, lib. Cit. | |   |

En un poblat de serra, Pizarro decideix dividir el seu exèrcit en dos grups: l'avantguarda amb ell i quaranta de cavall i seixanta d'infanteria. La resta, al comandament d'Hernando Pizarro, formaria la rereguarda i s'uniria a Pizarro quan ell ho indiqués. Després d'uns dies de marxa, Pizarro va dir al seu germà Hernando que se li unís per continuar el viatge a Cajamarca junts. Els informes que li donaven eren tranquil·litzadors. Pizarro feu acampar a la seva fracció. En aquest campament és on Pizarro rebé una ambaixada d'Atahualpa, amb deu llames que l'inca havia enviat com a regal i per conèixer el dia que arribarien a Cajamarca, per tal d'enviar-li menjar pel camí. En una altra poblat del camí (llacta), Pizarro va rebre un altre obsequi de deu llames, més informes que el van tranquil·litzar, i amb ells es va quedar un d'ells que els va acompanyar tot el camí fins a Cajamarca.
En un altre poblat, segons Villanueva, hi va haver un incident entre dos indis (entre el vingut de Cajamarca i el provinent de San Miguel de Piura, que havia estat enviat a Cajamarca). La raó del plet la va explicar l'indi de San Miguel així:
| «                                 | "1. L'enviat de l'Inca mentia. Atahualpa no estava a Cajamarca sinó al camp (Baños del Inca) i tenia molta gent. 2. A ell l'havien volgut matar, però s'havia salvat perquè va amenaçar que els ambaixadors d'Atahualpa serien ajusticiats pel Governador. 3. No li permeteren parlar directament amb l'Inca, perquè estava dejunant. 4. Es va entrevistar per fi, amb un oncle d'Atahualpa, el qual li va preguntar cristians. La seva resposta resumida per Jerez, va ser: " I jo els vaig dir que són valents homes i molt guerrers, que porten cavalls que corren com vent i els que van amb ells porten unes llances llargues, i amb elles maten tots els troben, perquè després en dos salts els enxampen, i els cavalls amb els peus i boques maten molts. Els cristians que van a peu vaig dir són molt destres, i porten al braç una rodella de fusta amb què es defensen i gipons forts encoixinats de cotó i unes espases molt agudes que tallen per ambdues parts, de cada cop, un home pel mig, i a una ovella (nota: llama) i lleven el cap, i amb ella tallen totes les armes que els indis tenen, i altres porten ballestes que tiren de lluny, i amb cada sageta maten un home i trets de pólvora que tiren pilotes de foc, que maten molta gent ". El missatger d'Atahualpa va replicar: "1. Que si Atahualpa no estava a Cajamarca era perquè aquesta llacta havia estat reservada per allotjar els cristians. 2. Que Atahualpa acostumava a acampar des que estava en guerra amb Huáscar Inca Yupanqui. 3. Que quan l'Inca dejunava no deixaven que parlés amb ningú més sinó amb el seu pare l'Inti. 4. Molt diplomàticament, Pizarro, va tancar la discussió "...considerant secretament que era certa" la versió del huascarista, el seu aliat ". | » |
| — Villanueva Sotomayor, lib. Cit. | |   |

Després de l'incident, els espanyols van continuar el seu camí cap a Cajamarca. Molt a prop d'aquesta poblat (llacta), Francisco Pizarro va rebre una altra ambaixada d'Atahualpa amb menjar. Després es va situar a una llegua de Cajamarca, " i tota la gent i cavalls es van armar, i el Governador els va posar en formació per a l'entrada del poble, i va fer tres feixos dels espanyols de peu i de cavall". "En arribar a l'entrada de Cajamarca van veure que el reial d'Atabaliba s'estava a una llegua de Cajamarca, a la falda d'una serra".
Els espanyols havien arribat a Cajamarca pels alts de Shicuana, al nord-est de la vall. Era el divendres 15 de novembre de 1532. Havien caminat 53 dies des de San Miguel de Piura.

#### Captura d'Atahualpa

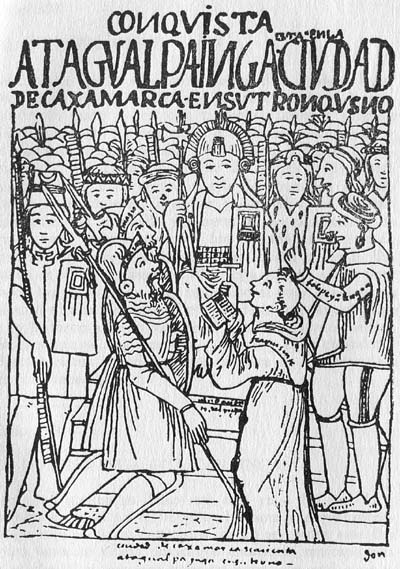
L'inca Atahualpa s'està a la ciutat de Cajamarca en el seu tron.

L'Inca Garcilaso de la Vega i Miguel de Estete asseguren que els espanyols van trobar a Cajamarca "gent popular i alguns de la gent de guerra " d'Atahualpa. A més afirmen que van ser ben rebuts. Altres cronistes, com Jerez, asseguren que els espanyols no van trobar gent en el poblat. Herrera diu que "només es veien en un extrem de la plaça unes dones que ploraven la sort que el destí reservava als espanyols que havien provocat la còlera de l'emperador indi" ("Hechos de los castellanos, Década V).
Quan Pizarro va entrar a Cajamarca, Atahualpa es trobava a mitja llegua de l'assentament, en els Banys de l'Inca, on havia assentat el seu campament reial, "amb quaranta mil indis de guerra" tal com explica Pedro Pizarro. Havent entrat a Cajamarca i abans de baixar, Francisco Pizarro va enviar Hernando de Soto amb cinc o sis i un intèrpret com a ambaixada per dir-li a Atahualpa "que ell venia de part de Déu i del Rei predicar-los i tenir-los per amics, i altres coses de pau i amistat, i que es vingués a veure amb ell. ". L'inca va respondre a l'ambaixada comunicant que "podien quedar-se a la llacta de Cajamarca, que ell no podia anar-hi perquè estava acabant el seu dejuni". L'ica, un cop ja hi eren els espanyols, va ordenar que vint mil soldats imperials s'apostessin als afores de Cajamarca, per capturar els espanyols: estava segur que, en veure tanta gent, els espanyols es rendirien.
A part de Pizarro, només Soto i Gandia eren soldats de professió. Pedro Pizarro diu: 
| « | Mentre els espanyols estaven així, va arribar la notícia a Atahualpa, mitjançant els indis que tenia espiant, que els espanyols estaven ficats en un cobert ("galpón"), i que cap apareixia per la plaça. I la veritat l'indi la deia perquè jo vaig sentir molts espanyols que sense sentir-ho s'orinaven de pura por". Els conqueridors a les ordres de Pizarro van vetllar armes durant la nit. Francisco Pizarro, prenent com a referència els llargs relats que li feia Hernán Cortés sobre la conquesta dels asteques, tenia al cap capturar l'Inca imitant el que Cortés havia fet a Mèxic (amb Moctezuma II). | » |

Pizarro va disposar que Pedro de Càndia es col·loqués al capdamunt de la tenda reial, al centre de la plaça, amb tres trompeters i un falconet petit. Tenien l'ordre de disparar quan ja l'inca, es trobés a la plaça. Després de l'estrèpit del falconet, farien sonar les trompetes. Als de cavall els va dividir en dues fraccions comandades cadascuna d'elles per Hernando de Soto i Hernando Pizarro. L'ordre era que quan escoltessin l'estrèpit haurien de sortir dels seus amagatalls. La infanteria també estaria dividida en dues fraccions, una al comandament de Francisco Pizarro i l'altra al comandament de Juan Pizarro. L'ordre, avançar a capturar l'inca. Tots havien d'estar amagats en els edificis que envoltaven la plaça fins a escoltar la veu d'atac: Santiago !, que seria donada pel capellà Valverde, en el seu moment.
Els cronistes fixen les quatre de la tarda com l'hora en què Atahualpa entra a la plaça de Cajamarca. Estete diu
| « | A l'hora de les quatre comencen a caminar per la seva calçada davant, dret a on nosaltres estàvem, i a les cinc o poc més, va arribar a la porta de la ciutat. L'inca va començar la seva entrada a Cajamarca precedit per la seva avantguarda de quatre-cents homes amb grans cantars, va accedir a la plaça amb tota la seva gent, que cobria tota ella, en una llitera molt rica, amb els caps de les fustes coberts de plata ..., la qual portaven vuitanta senyors a coll, tots vestits amb una lliurea blava molt rica, i ell vestit molt ricament amb la seva corona al cap i al coll un collaret de maragdes grans, i assegut a la llitera en una cadira molt petita amb un coixí molt ric. | » |

Per la seva banda, Jerez escrivia.
| « | Entre aquests venia Atabaliba en una llitera folrada de plomes de papagais de molts colors, guarnida de xapes d'or i plata | » |

Francisco Pizarro va enviar el capellà dominic, fra Vicente Valverde, al soldat Hernando de Aldama i l'intèrpret Martinillo. Davant l'inca, el capellà Valverde feu el requeriment formal a Atahualpa d'abraçar la fe catòlica i sotmetre's al domini del rei d'Espanya, al mateix temps que li lliurava un evangeli. El diàleg que va seguir és narrat de forma diferent per tots els testimonis. Segons alguns cronistes, la reacció de l'inca va ser de sorpresa, curiositat, indignació i menyspreu. Atahualpa va obrir i va revisar l'evangeli minuciosament. En no trobar cap significat a l'escrit en ell, el va llençar a terra. Villanueva, diu que "després li va demanar (l'inca) la seva espasa a Aldama. L'espanyol la hi va ensenyar, però no la va lliurar". La reacció posterior d'Atahualpa va ser dir-li a Valverde que els espanyols tornessin tot el que havien pres de les seves terres sense el seu consentiment, que ningú tenia autoritat per dir-li al Fill del Sol el que havia de fer i que ell faria la seva voluntat, i finalment, que els estrangers " se n'anessin per bergants i lladres ", i que en cas contrari els mataria.

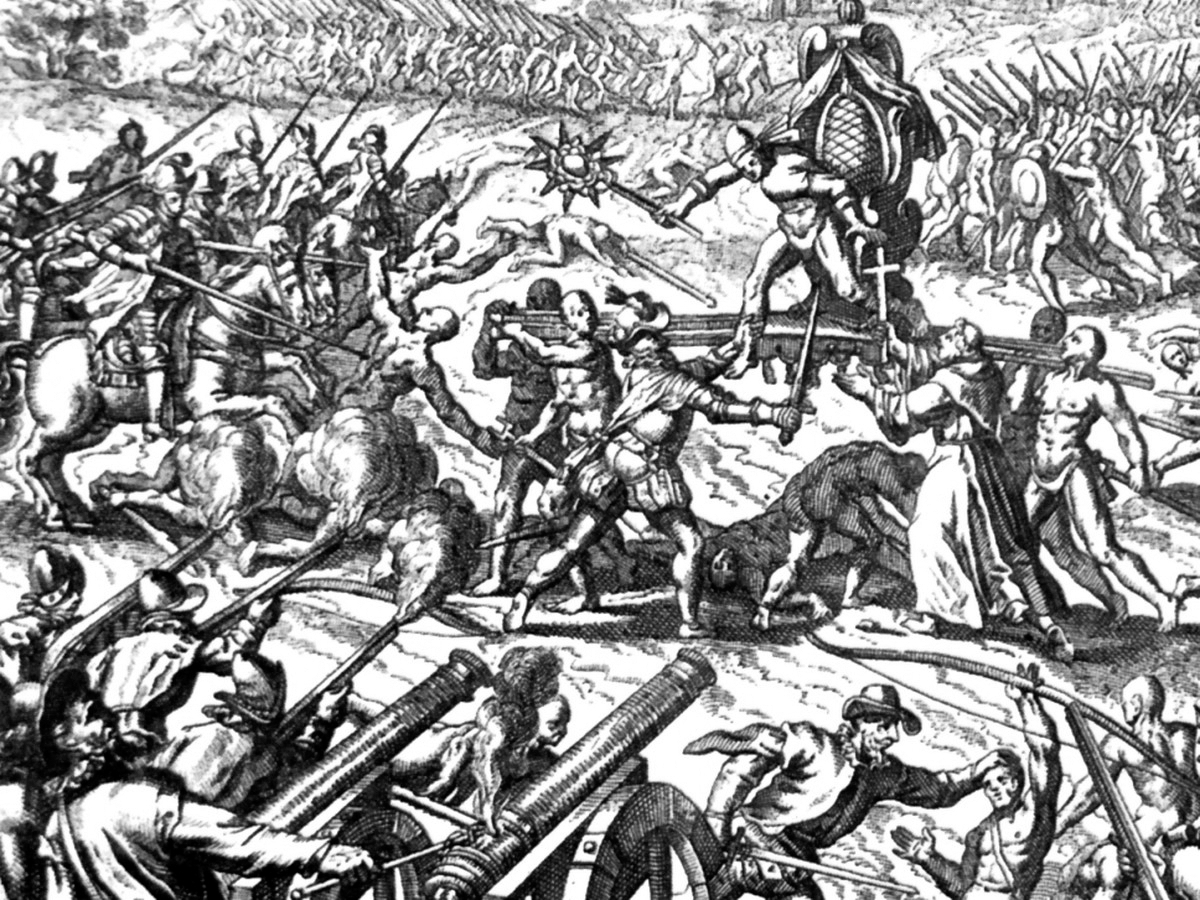
Gravat antic de la captura d'Atahualpa. Autor i data desconeguts.

Seguint un senyal de Francisco Pizarro, es va posar en marxa allò que havia planificat. Va disparar el falconet de l'artilleria de Pedro de Candia i les trompetes i van sortir els cavalls. Alguns cronistes diuen que els milers d'indígenes apinyats dins la plaça no estaven armats per defensar-se dels espanyols i que la mortaldat es va produir per la seva pròpia estampida humana que va fer caure murs.
| « | ... Sonaven els cascavells lligats als cavalls, disparaven eixordadors els arcabussos, els crits, xiscles i gemecs eren generals. En aquesta confusió els terroritzats indígenes, en un esforç per escapar, enderrocaren una paret seca de la plaça i van aconseguir fugir. Després d'ells es van llançar els genets, els encalçaren i mataren tots els que van poder; altres van morir esclafats per l'allau humana ". | » |

Mentrestant, a la plaça de Cajamarca, Pizarro buscava el baiard de l'inca i Juan Pizarro la del Senyor de Chincha Alta. El Senyor de Chincha i el Senyor de Cajamarca van ser morts pels espanyols que els van capturar. També van matar molta gent de l'entorn dels dos senyors. "Altres capitans van morir, però pel seu gran gran nombre no es fa cas d'ells, perquè tots els que venien a protegir Atabaliba eren grans senyors" (Jerez).
Igual sort hauria corregut Atahualpa si no hagués estat per Francisco Pizarro, que ja es trobava a prop d'ell, pel fet que no podien tombar el baiard (llitera) de l'inca, tot i que van matar als portadors de la llitera, ja que altres de refresc es ficaven a carregar-la. Així van estar forcejant durant molta estona. Un espanyol va voler ferir l'inca, quan Francisco Pizarro, va cridar que "ningú fereixi l'indi sota pena de la vida ... ", fins que van fer caure el va i capturaren l'inca, al qual posaren sota arrest en un ambient del Temple del Sol
En caure la nit d'aquell 16 de novembre de 1532, havia acabat per sempre el Tahuantinsuyu. L'inca Atahualpa estava captiu i amb la seva presó arribava a la seva fi la independència de l'estat inca.

### Tercera fase
Després de la victòria a Cajamarca els vencedors es van repartir el botí de guerra en els Banys de l'Inca. El soldat cronista Estete, diu: "...de totes aquestes coses de tendes i robes de llana i cotó n'hi havia tantes, que al meu parer caldrien molts navilis perquè hi cabessin". Un altre cronista diu: " ... l'or i la plata i altres coses de valor es va recollir tot i es va dur a Cajamarca i es va posar en poder del tresorer de Sa Majestat ". Jerez ens diu: " l'or i plata en peces monstruoses i plats grans i petits, i càntirs i olles o brasers i copons grans i altres peces diverses. Atabalipa va dir que tot això era vaixella del seu servei, i que els seus indis que havien fugit s'havien emportat una altra molta quantitat ". Va ser els primers trofeus d'importància que van prendre els espanyols. Villanueva Sotomayor diu sobre això: " Es va valorar aquest primer tresor dels inques en "80.000 pesos d'or-set mil marcs de plata i catorze maragdes"". Al seu torn, Francisco López de Gomara assenyala que "cap soldat es va enriquir tant en tan poc temps i sense risc" per bé que afegeix que "mai es va jugar d'aquesta manera, atgès que n'hi va haver molts que van perdre la seva part als daus".

#### El rescat

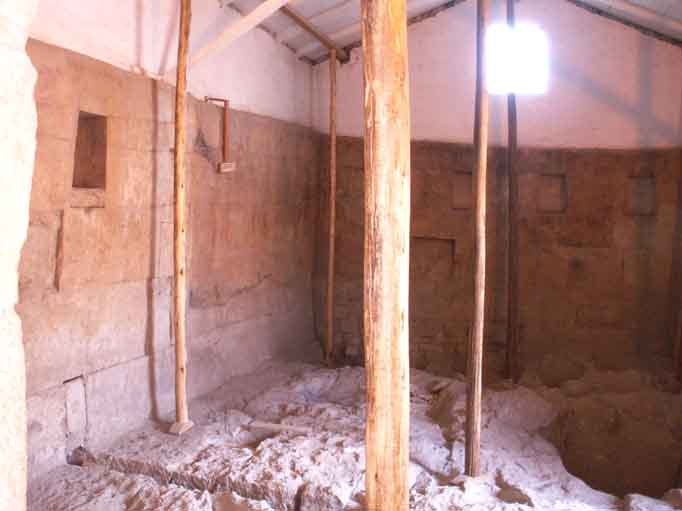
La Cambra del Rescat (Cajamarca), habitació on suposadament va estar presoner Atahualpa.

Quan Atahualpa estava empresonat, venien els curaques a visitar-lo i li portaven obsequis, en or i plata. L'inca es va adonar llavors que l'or i la plata tenia per als espanyols un altre valor, diferent, al que ell i el seu poble li donaven. També es va adonar i es va convèncer que l'única forma de salvar-se era oferint gran quantitat d'or i plata. I així ho va fer. Li va proposar el següent a Francisco Pizarro: "et donaria una sala plena d'or" que té vint-i-dos peus de llarg i disset d'ample, plena fins a una ratlla blanca situada a la meitat de la part alta de la sala, i va dir que fins allà ompliria la sala amb diverses peces d'or, càntirs, olles i teixells, i altres peces, i que de plata donaria tota aquella cabana dues vegades plena, i ho compliré d'aquí a dos mesos  ". Pizarro es va afanyar a confirmar la promesa per escrit en una acta davant d'un escrivà. Atahualpa va informar a més del Temple de Pachacámac i de les seves riqueses, que es trobava a "deu jornades al sud".
Pizarro va començar a prendre una sèrie de previsions; reforçar la seguretat de Cajamarca, amb obres civils, en les quals van treballar "molts indis huascaristes". El primer carregament d'or ofert per Atahualpa va arribar del sud i el va portar un germà de l'inca, "li van portar unes germanes i dones d'Atabaliba, i va portar moltes vaixelles d'or; càntirs i olles i altres peces i molta plata, i va dir que pel camí venia més, que com és tan llarga la jornada, es cansen els indis que el porten i no poden arribar tan ràpid, que cada dia entra més or i plata dels que queden més enrere". "I així, entren alguns dies vint mil, i altres vegades trenta mil, i altres cinquanta, i altres 60.000 pesos d'or en càntirs i olles grans de tres arroves i de dues, i càntirs i olles grans de plata i molts altres atuells". Pizarro anava acumulant aquestes peces en una de les estances on s'estava Atahualpa, "fins que compleixi la seva promesa".

#### Arriba Almagro
Quan Pizarro estava a Cajamarca van arribar al port de Manta (actual Equador) sis navilis. El 20 de gener de 1533, Pizarro va rebre missatgers, enviats des de San Miguel de Piura, que l'avisaven d'aquesta arribada. Tres de les naus més grans van arribar de Panamà, comandades per Diego de Almagro, amb 120 homes. Les altres tres caravel·les van arribar de Nicaragua, amb 30 homes més. En total van desembarcar, a més, 84 cavalls. El cacic de Túmbez va entrar en rebel·lia, però no va revolar la seva gent.
Aquesta tercera etapa de la conquesta va ser més de consolidació del triomf que havien tingut a la plaça de Cajamarca i de repartiment del primer botí de guerra. Francisco Pizarro es va haver de preocupar no només la pressió dels seus homes per al repartiment de l'or i la plata, sinó també de la pressió que havien d'estar rebent els seus socis a Panamà i Nicaragua per al pagament dels nòlits i altres pertrets. Havia, doncs, de demostrar l'èxit de la seva empresa per tal de reclutar més gent per a l'empresa, gent que d'altra banda havia de necessitar amb molta urgència, donada l'escassetat d'homes amb què comptaven.

### Quarta fase
El 6 de gener de 1533 Hernando Pizarro, amb Francisco de Jerez, secretari del Governador, partiren amb 20 homes a cavall, alguns soldats d'infanteria i diversos indis auxiliars, cap a Huamachuco, per ordre de Francisco Pizarro. Ja a Huamacucho, els espanyols tranquil·litzaren Pizarro, en informar-lo que tot es trobava en calma. En resposta, Pizarro els ordenà avançar fins a Pachacámac, ja que tenia d'ostatges als senyors d'aquest lloc, que també havien ofert or i plata per la seva llibertat.
El 21 de gener de 1533 va entrar a Cajamarca un altre carregament d'or i plata, portat per un altre germà d'Atahualpa. Van ser "tres-centes càrregues d'or i plata en càntirs i olles grans i altres diverses peces". Aquest germà de l'inca va informar també de l'existència d'un altre carregament que es trobava a Jauja, sota el comandament del general Challcuchimac. Mentrestant, a Cajamarca, Pizarro va comissionar un germà de Atahualpa, els espanyols Pedro Martín de Moguer i a Martín Bueno, negres esclaus i centenars d'indis aliats, perquè viatgessin al Cuzco, pel Cápac Nyam, s'afanyessin a enviar l'or i plata de Jauja i s'informessin de la situació a la capital de l'Imperi. Aquesta tropa va sortir de Cajamarca el 15 de febrer de 1533.
El 25 de març de 1533, arribà a Cajamarca el grup enviat al comandament d'Hernando Pizarro; havien recorregut Huamachuco, el Callejón de Huaylas, Pachacámac, Jauja, les pampes de Junín i el Callejón de Conchucos. De Pachacámac, portaven "vint-i-set càrregues d'or-dos mil de plata "i un ostatge important: el general Challcuchimac, capturat a Jauja.
El 14 d'abril de 1533, arribà Diego de Almagro a Cajamarca i el 28 del mateix mes, va entrar un altre carregament d'or i plata a aquesta ciutat, procedent de Jauja; portaven "107 càrregues d'or i set de plata". El 13 de maig de 1533, es procedí a la fosa de les peces d'or i plata que hi havia en Cajamarca per al seu repartiment. A més, existia el convenciment, per part de Francisco Pizarro, que ja s'havia recol·lectat la major part de l'or i plata d'aquest regne.
Un dels espanyols, que havia anat al Cuzco, va informar a Pizarro que "s'havia pres possessió en nom de sa majestat en aquella ciutat del Cuzco", entre altres coses, com ara el nombre i descripció de les ciutats existents entre Cajamarca i el Cuzco, de la quantitat d'or i plata recollides. Potser una dada important que li comunicaren a Pizarro era la presència al Cuzco del general Quízquiz amb "trenta mil homes de guarnició".
El 13 de juny arribà a Cajamarca l'or i plata procedents del Cuzco i de Jauja. Eren "dues-centes càrregues d'or i cinc de plata". Dies després van arribar "seixanta càrregues més d'or baix".
Villanueva Sotomayor ens comenta, sobre Francisco Pizarro, que per cuidar els seus "dos tresors " (l'Inca i les riqueses d'or i plata): " El Governador feia protegir la plaça forta de Cajamarca amb una vigilància permanent, per rondes, de 50 soldats de a cavall, durant el dia i gran part de la nit. Durant les matinades, era de 150 de a cavall, a més dels espies, informants i sentinelles de peu; indis i espanyols".

#### El repartiment del tresor
Se sap que no existia moneda en l'Imperi Inca i es creu que s'usava la barata. L'or i la plata posseïen un valor ritual, però no tenien ni mercat ni comerç en les cultures prehispàniques. És a dir, que no tenien valor comercial El valor monetari l'hi va afegir el transport espanyol al mercat d'Europa.
El 18 de juny de 1533, Francisco Pizarro, va ordenar fondre la recaptació i que es repartís. Tota la fosa va representar un valor espanyol total d'"un cent i tres-cents mil vint-i-sis mil cinc-cents trenta-nou pesos de bon or" (1.326.539 pesos d'or). El total de plata fosa es va valorar en 51.010 marcs. La part de la Corona fou de 10.121 marcs.
Els de cavall van rebre en total: 610.131 pesos d'or i 25.798,60 marcs de plata. La mitjana individual fou: 9386,60 pesos d'or i 396,90 marcs de plata. Els d'infanteria van rebre en total: 360.994 pesos d'or i 15.061,70 marcs de plata. La mitjana individual fou: 3438 pesos d'or i 143,4 marcs de plata.
El governador, segons el seu criteri, va premiar uns amb més i a d'altres els va treure alguna cosa. També va lliurar uns 15.000 pesos d'or als veïns que es van quedar a San Miguel. A Diego d'Almagro i les seves hosts els va repartir d'acord amb el seu criteri. Els va donar 20.000 pesos d'or perquè es reparteixin entre tots ells. Òbviament, van rebre molt menys que els cavallers i infants que van intervenir directament en la captura d'Atahualpa.
Almagro havia demanat que a ell i als seus companys els toqués la meitat que als de Cajamarca. Atès que no es van posar d'acord, va ser un altre motiu perquè tots dos socis es distanciessin més, arrossegant en les seves diferències els soldats que estaven sota el comandament de cadascun d'ells. Els que a Cajamarca es van beneficiar del repartiment van ser el capellà Valverde, 65 de cavall i 105 d'infanteria. Segons Pablo Macera:
| «              | "El rescat d'Atahualpa va consistir en 6,087 quilograms d'or i 11,793 quilograms de plata. A cada soldat a cavall li tocava 40 quilograms d'or i 80 quilograms de plata. Als peons, la meitat. Als soldats amb gossos més que als peons. A Pizarro 7 vegades el que a un genet de cavall, a més del tron d'Atahualpa que pesava 83 quilograms d'or. Els sacerdots van rebe la meitat d'un peó ". | » |
| — Pablo Macera | |   |

Prescott afirma, quant al valor monetari que va aconseguir al mercat d'Europa el tresor transportat:
| «          | "Tenint present el major valor de la moneda al segle xvi, vindria a ser un equivalent actual (segle XIX) de prop de tres milions i mig de lliures esterlines o poc menys de quinze milions i mig de duros ... La història no ofereix exemples d'un botí d'aquesta magnitud, tot en metall preciós i reduïble com era a diners constant". | » |
| — Prescott | |   |

En el marc del comerç d'Espanya, aquesta fortuna, que va aconseguir cada espanyol, va generar la "primera inflació de la història del Perú". Villanueva diu que:
| «                      | "... El preu del cavall abans del repartiment era de 2.500 pesos, després del repartiment 3.300. Inflació: 32%. El seu preu al mercat va pujar una quarta part més que el dia anterior. Una càntir de vi de tres azumbres (2,016 litres), que costava 40 pesos, es va començar a vendre a 60 pesos. Inflació: 50%. Un parell de botes de mitja canya (nota: botes fins més amunt del genoll que usaven els conqueridors) va passar de 30 a 40 pesos. Inflació: 33%. Un parell de calçons (roba interior, calçotets llargs ben cenyits a cuixes i cames), de 30 a 40 pesos. Inflació: 33%. La capa va pujar de 100 a 120 pesos. Inflació: 20%. Una espasa de 40 a 50 pesos. Inflació: 25%. | » |
| — Villanueva Sotomayor | |   |

Si traiem la mitjana del que exposa Villanueva Sotomayor, es pot dir que, l'endemà del repartiment, hi va haver una inflació mitjana del 32,17%.

#### Execució d'Atahualpa

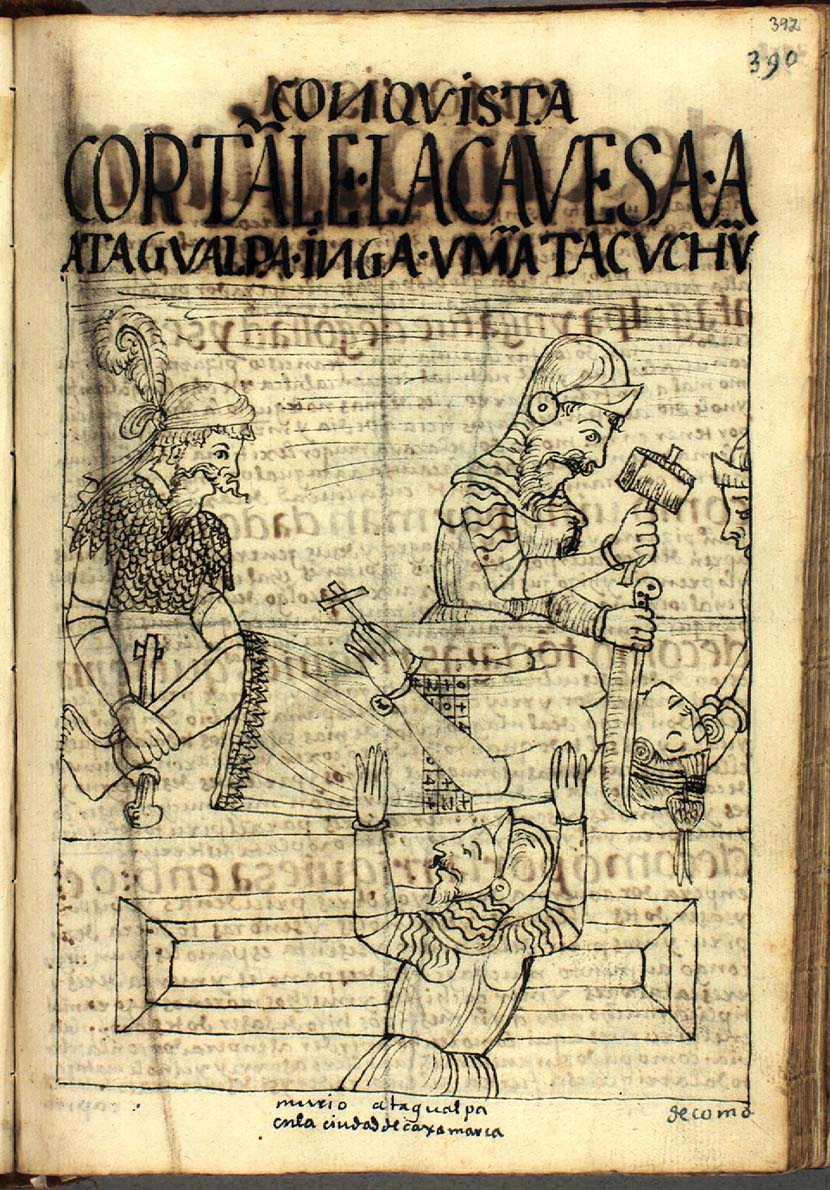
Cortanle la caves a Atagualpa inga, umanta cuchun.

Mai va estar en la ment del governador Francisco Pizarro respectar la vida de l'Inca. Per continuar amb la seva estratègia, va inventar rebel·lions dels lleials a Atahualpa, i els va responsabilitzar d'actes de traïció.
| « | Després el governador, amb l'acord dels oficials de la seva majestat i dels capitans i persones d'experiència, va sentenciar a mort Atabaliba, i va ordenar per la seva sentència, per la traïció per ell comesa, que morís cremat si no es tornava cristià ..., Atabaliba va dir que volia ser cristià ..., i el batejà el molt reverend pare Fra Vicente de Valverde ... ". | » |

Li van posar de nom Francisco i no pas Juan, com molts han assegurat. Juan de Santa Cruz Pachacuti afirma en temps de Vaca de Castro, que l'Inca va ser mort per garrot, "... se li va donar una volta al coll amb un cordill i d'aquesta manera va ser ofegat", ens diu Sancho de la Hoz. Per la seva banda Jerez, diu: "... a l'hora que va ser pres i desbaratat".
La sentència a mort, va ser donada el divendres 25 de juliol de 1533 i l'endemà dissabte 26 de juliol de 1533 fou mort a la plaça de Cajamarca. Hi ha certa discussió sobre les dates. Franklin Peace, prenent com a referència un document de l'Arxiu General d'Índies, trobat a Sevilla per ell, diu:
| « |  | » |
| — I en aquest poble de Cajamarca en trenta-un dies d'aquell més juliol, en presència dels esmentats oficials de SM va manifestar Francisco Pizarro 1185 pesos en peces llaurades d'indis que va dir que li havia donat el cacic Atahualpa i li manifestà després de la mort del citat Atahualpa cinc dies "., Franklin Peace |  |   |

Per la seva banda María Rostworowski, escriu:
| «                    | És lògic suposar que la mort de l'Inca va ocórrer després del 8 de juny i abans del 29 de juliol de 1533. La sortida de Cajamarca es va iniciar a mitjans d'agost per grups, el 26 d'aquest mateix mes, estaven a Andamarca i el 2 de setembre arribaren a Huaylas. La data aventurada del 29 d'agost és completament equivocada i es fa necessari rectificar l'error ". | » |
| — Maria Rostworowski | |   |

Mort Atahualpa, s'acaba la dinastia dels Inques, que van governar l'Imperi (tot i que Atahualpa, no va ser reconegut per les panaques reials cusquenyes, els espanyols el van considerar Sapa Inca). Per guardar les aparences, i tenir una assegurança fins a la presa del Cuzco, Francisco Pizarro nomenà un altre Sapa Inca, nomenament que recaigué sobre un fill de Huayna Cápac, dotzè Sapa Inca de l'Imperi: Túpac Hualpa, que els cronistes espanyols citen com a Toparpa, el qual reconeix vassallatge al rei d'Espanya.
S'ha parlat molt sobre l'amistat d'Hernando Pizarro amb l'inca Atahualpa, quan aquest últim va estar a la presó. Curiosament, abans del judici, el seu germà, Francisco Pizarro, el comissiona perquè dugués a Espanya el primer botí. Al seu retorn al Perú, va ser nomenat governador del Cuzco. Villanueva Sotomayor, diu:
| «                      | "L'absència temporal d'Hernando Pizarro no descarta una maniobra maliciosa dels conqueridors, ja sigui per culpa d'ell o per imposició del seu germà. Hernando Pizarro ja sabia que anaven a matar l'Inca? Va ser aquest viatge una sortida airosa del capità espanyol, únic amic d'Atahualpa Inca? O va ser una premeditada maniobra del seu germà Francisco per allunyar-lo, per tal que no interferís en les decisions dràstiques que ja pensava prendre amb la vida de l'Inca? " | » |
| — Villanueva Sotomayor | |   |

El cert és que Hernando Pizarro va sortir d'aquesta plaça amb el botí, que representava el quint reial, és a dir, la cinquena part del botí de Cajamarca, amb rumb a San Miguel de Piura; aquí va embarcar rumb a Panamà, va creuar l'istme i es va embarcar novament cap a Sevilla, Espanya. La primera de les quatre naus va arribar a Sevilla el 5 de desembre de 1533, amb els espanyols Cristóbal de Mena i Fra Juan de Sosa (missioner de l'Orde de la Mercè), l'or i la plata que es desembarcà d'aquesta nau tenia un valor de 38.946 pesos. El 4 de gener de 1534, va arribar i va ancorar a Sevilla la nau "Santa María del Campo", on estava embarcat Hernando Pizarro. Va desembarcar amb 153.000 pesos d'or i 5048 marcs de plata. Tot el que es va portar del Perú, va ser dipositat a la Casa de Contractació de Sevilla; d'aquí va ser traslladat a l'estança del rei d'Espanya. Finalment, el 3 de juny de 1534, van arribar les altres dues naus, on estaven embarcats Francisco de Jerez, primer secretari del governador Francisco Pizarro i Francisco Rodríguez, en una i altra nau. D'aquestes naus es van desembarcar 146.518 pesos d'or i 30.511 marcs de plata. Villanueva diu que el total desembarcat per les quatre naus,
| «                      | "... Va ser valorat en 708.580 pesos. El peso i el castellano eren monedes equivalents, però cada un era igual a 450 morabatins Només l'or fos (convertit en barres i altres trossos) es va valorar en 318.861.000 morabatins. La plata fosa valgué 180.307.680 morabatins". | » |
| — Villanueva Sotomayor | |   |

### Cinquena fase
Tot i tenir gairebé dominat el nord de l'Imperi, amb la presa de l'illa de la Puná, la regió de Tumbes, haver fundat una ciutat a San Miguel de Piura, haver pres la plaça forta de Cajamarca, tenir com a ostatges diversos curaques, haver assassinat l'Inca i gaudir del suport de molts indis huascaristes i ètnies que tenien l'esperança de ser alliberades del jou inca, els espanyols encara no havien consolidat la conquesta. Abans de dirigir-se a Jauja, Pizarro va enviar una comitiva de 10 soldats a San Miguel amb la finalitat que esperessin en aquest lloc al primer navili que entrés procedent de Panamà o de Nicaragua. Juntament amb allò que havien desembarcat, haurien de reunir-se amb ell a Jauja. Allà, Pizarro realitzà una altra fosa d'or i el seu respectiu repartiment, amb les peces arribades a Cajamarca abans de la sortida dels espanyols d'aquella ciutat.
Els espanyols van sortir de Cajamarca "un dilluns al matí". Pel camí, s'assabentaren de l'assassinat de Guarita, que era germà d'Atahualpa i de Túpac Huallpa (Toparpa). Aquest era col·laboracionista dels espanyols i havia sortit abans que Pizarro de Cajamarca i formava la seva avantguarda en el viatge al Cusco. Aquest fet prova que els espanyols, quan van desembarcar al Perú, ja tenien guanyada una part de l'Imperi, que fou la que els va ajudar. Aquest fet no es va produir per les simpaties que ells haguessin generat, sinó simplement, pel fet que molts a l'Imperi, ja estaven descontents amb la pesada opressió inca. Van arribar a Huamachuco i després de reprendre forces durant dos dies, Pizarro envià una avançada comandada per Diego de Almagro. Després es trobaren a Huaylas, on s'hi estigueren durant vuit dies.
Continuaren el seu viatge al sud per Andamarca, Corongo, Yungay, Huaraz, Recuay, Chiqui i arribaren a Cajatambo. Aquí, Pizarro reforça la seva avantguarda i rereguarda, davant el temor d'aixecaments i atacs dels nadius, lleials a Chalcuchimac, que venia amb ell i perquè les llactes per on passaven, sempre estaven abandonades. En aquest camí, Francisco Pizarro s'assabentà, per informants, que els generals atahualpistes Yncorabaliba, Yguaparro i Mortay, venien reclutant gent de guerra a Pumpu (Bombó). A partir de llavors van quedar incomunicats, el fals Sapa Inca, Túpac Hualpa i Chalcuchimac. El cronista Sancho de la Hoz, diu que el motiu d'aquesta rebel·lió era perquè ells "volien guerra amb els cristians, perquè veien la terra guanyada pels espanyols i volien governar ells".
En prendre el camí d'Oyón, s'assabentaren que a cinc llegües de Jauja havia gent de guerra per destruir-la i perquè els espanyols no trobessin res. Van arribar a Tarma, sense trobar resistència. En aquesta llacta hi varen passar la nit. A l'alba van reprendre la marxa cap a Jauja. A dues llegües de Jauja, Pizarro dividí el seu exèrcit. Quan es trobava a la vora, s'adonà que la llacta estava íntegra i no només això, sinó que van tenir una rebuda cordial, "celebrant la seva vinguda, perquè amb ella pensaven que sortirien de l'esclavitud en què els tenia gent estrangera".
En entrar a Jauja, trobaren revoltat el general Yukra Huallpa, deixat aquí per Challcuchimac, abans de la seva captura, L'enfrontament va ser una atroç matança d'indis, els espanyols amb les seves armes, gossos tipus gran danès i indis auxiliars, van emboscar les tropes de Yukra Huallpa, i hi feren una matança, atès que aquesta tropa, deixada per Challcuchimac, era partidària d'Atahualpa. Aquesta tropa inca havia estat enviada pels generals Yncorabaliba, Yguaparro i Mortay, que es trobaven amb el gruix del seu exèrcit a 6 llegües de Jauja i en permanent contacte amb l'exèrcit de Quizquiz, que es trobava al Cusco. Assabentat Francisco Pizarro, envià una tropa a fer-los front, però els inques els feren retrocedir. Pizarro davant d'això pretengué atacar per sorpresa la tropa inca, però fou enganyat i quan volia continuar cap al Cusco, s'adonà que els ponts estratègics havien estat tallats.
Francisco Pizarro fundà la ciutat de Jauja, molt a prop de la Jauja inca, i hi deixà 80 espanyols, el tresorer de Sa Majestat i un lloctinent com a representant seu. En aquesta ciutat moriria misteriosament Túpac Huallpa. Un cop mort, Pizarro convocà Challcuchimac i altres nobles col·laboracionistes que viatjaven amb ell, perquè proposessin al nou Sapa Inca "titella". En aquesta reunió i davant l'enemic comú, novament es notaren les diferències entre huascaristes i atahualpistes, un fet que fou hàbilment explotat per Francisco Pizarro. Challcuchimac proposà Aticoc, fill quiteny d'Atahualpa, mentre que els nobles col·laboracionistes cusquenys proposaren un germà del Sapa Inca mort, però d'origen cusqueny. Donat que eren a prop del Cusco, Pizarro hàbilment es decidí per l'inca d'origen cusqueny.
Mentre els col·laboracionistes nobles buscaven aquest germà cusqueny del Sapa Inca assassinat, Pizarro va enviar expedicions a la costa, amb la finalitat de trobar llocs idonis per instal·lar ports marítims i, mentre esperava els resultats, es va quedar a Jauja. Mentrestant, va enviar un altre escamot amb rumb al Cusco, per tal que anessin reparant els ponts que estiguessin tallats. Els espanyols, en el seu viatge per tota la vall del Mantaro, van ser constantment ajudats pels huanques. Van entrar a Tarcos, una llacta entre Jauja i Vilcas, el 31 d'octubre de 1533. A Vilcas s'enfrontaren als inques en una ferotge batalla, que tot i la seva superioritat numèrica, els inques perderen per la superioritat de les armes espanyoles, i en la qual els indis patiren un gran nombre de baixes.
Pizarro continuà el seu viatge cap al Cusco, i llavors rebé la notícia, per part d'Hernando de Soto, que el general inca Narabaliba es trobava amb una tropa de 2.000 soldats, enviats per Quizquiz a Andabailla (Andahuaylas). Una de les coses que van contribuir a debilitar els atacs dels inques, en aquest tram del viatge cap al Cusco, va ser el fet que tinguessin com a ostatge el general Challcuchimac, home molt estimat per les seves tropes. Temien la represàlia de Pizarro i la mort del valent general d'Atahualpa.
Pizarro va entrar a Andahuaylas (Anadabailla, per als espanyols), sense ser molestat, hi va passar la nit i l'endemà van continuar fins Curamba o Airamba, on van trobar dos cavalls morts. Això va despertar les preocupacions del governador sobre la sort d'Hernando de Soto i la seva tropa. Després de l'entrada a Andahuaylas i de la troballa dels cavalls, Pizarro rebé la notícia que Hernando de Soto es trobava en el camí al Cusco, que estava bloquejat, però que no hi havia tropes inques i que els cavalls havien mort de "tant escalfar-se i refredar-se". Després d'Andahuaylas, Pizarro va continuar el seu viatge cap al Cusco i quan es trobava a un riu, rebé la notícia d'un enfrontament de la seva avantguarda amb els rebels inques.
El que havia passat era que Hernando de Soto, en el seu avanç amb l'avantguarda cap al Cusco, després de travessar un riu, al qual li havien tallat els ponts, es va trobar amb tropa imperial, que li va fer front. Aquesta tropa pertanyia a l'exèrcit imperial de Quizquiz. Els inques s'havien adonat que igual que els espanyols estaven cansats, també ho estaven els seus cavalls i gossos, de manera que "motu proprio", de vegades sense ordres de Quizquiz, atacaven els espanyols. Això va ser el que va passar quan, després de travessar del riu, en pujar la costa, van ser atacats pels indis, que van pressionar amb tanta força que van matar cinc genets espanyols. "A cinc cristians els cavalls no van poder pujar a dalt, va carregar tant la multitud, que a dos d'ells els va ser impossible baixar i els van matar damunt dels seus cavalls ..."; "' els van obrir a tots el cap pel mig, amb les seves destrals i porres", "' ... van ferir 18 cavalls i sis cristians, però no de ferides perilloses, que només un cavall d'aquests va morir ".
Després d'aquest atac, els inques se'n van anar a un turó proper, esperant l'enfrontament franc, "gairebé concertat, esperant sempre una conciliació", costum de la guerra andina, mentre que Hernando de Soto, recorria a l'engany, en fingir que es refugiava en un pla, aparentant fugir, mentre que una part de la tropa imperial, els perseguia llançant projectils amb fones, fins que un cop que ja es van haver allunyat prou del gruix de les tropes inques, va aturar breument la cavalleria, va carregar contra ells i els aniquilà. Quan el gruix de l'exèrcit inca va veure això, es va retirar, però ambdós exèrcits van acampar molt a prop, de manera que se sentien les veus. L'arribada inesperada de Diego d'Almagro, amb quaranta homes a cavall, va fer que els indis es retiressin sense presentar batalla. Junts, Hernando de Soto i Diego de Almagro van continuar viatge cap al Cuzco, moment en el qual van ser informats de la presència d'una tropa inca que havia enviat el general Quízquiz, de manera que van optar per atrinxerar-se en una llacta, on van esperar Francisco Pizarro.
Assabentat d'aquests fets, Francisco Pizarro va sospitar que tots els seus moviments eren espiats i que el general Challcuchimac era el que enviava aquests informes a les tropes inques. Mentre continuava el seu camí i quan ja estava a prop del Cusco, Diego de Almagro es va presentar al campament del governador (Pizarro) i van continuar fins on es trobava Hernando de Soto. Units així, van seguir aquest mateix dia, a "Sachisagagna (Xaquixaguana), Sacsahuana o Jaquijahuana), on van acampar".
Diego de Almagro i Hernando de Soto, van estar d'acord amb Francisco Pizarro, que totes les coses que els estaven passant eren producte de la "infidelitat de Challcuchimac ", i el van condemnar a morir cremat viu. "El religiós tractava de persuadir-lo perquè es fes cristià, dient-li que els que es batejaven i creien en fe veritable en el nostre redemptor Jesucrist anaven a la glòria del paradís, i els que no creien en ell anaven a l'infern i les seves penes (tot això li deia a través d'un intèrpret). Però ell no va voler ser cristià i va dir que no sabia quina cosa era aquesta llei i va començar a invocar Paccamaca (Pachacámac) i el capità Quízquiz perquè el vinguessin a socórrer". Va morir a la plaça de Sachisagagna, cremat viu.
El 14 de novembre de 1533, es va presentar al campament de Francisco Pizarro, de Xaquixaguana, Manco Inca Yupanqui, fill de Huayna Cápac, d'ascendència cusquenya, que havia caminat sempre fugitiu de les hosts d'Atahualpa. Manco Inca Yupanqui, anomenat també  Manco Cápac II, era un dels fills d'Huayna Cápac amb la Coya Imperial del Cusco. Va néixer, probablement, el 1515. Va ser nominat Sapa Inca pizarrista al cap de poc de morir Túpac Hualpa (Toparpa). El seu ascens a Sapa Inca titella, va ser pactat en la trobada que va tenir amb Pizarro a Jaquijahuana. El seu reconeixement i col·locació de la mascapaicha es va produir en el Cusco ocupat. Fidel als termes del compromís adquirit, al principi va col·laborar en tot amb Pizarro.
Va arribar a ajudar-lo en la guerra contra les tropes rebels del general Quízquiz, fins a allunyar-lo de Huánuco i situar-lo a mercè dels espanyols i huscaristes en les terres del nord. Però l'harmonia entre Francisco Pizarro i Manco Inca Yupanqui va durar molt poc. No per culpa d'ell sinó dels espanyols, fins que va arribar Hernando Pizarro d'Espanya i el va posar en llibertat el febrer de 1536, però sense que pogués sortir del Cusco. Fart de la situació en què es trobava, es revoltà contra Pizarro i els espanyols.
Villanueva Sotomayor opina que els inques havien observat els costums dels espanyols, i que fatalment, els inques no van poder aprofitar les debilitats d'aquests, per les rivalitats, producte de la guerra civil que encara continuava, tot i la presència del veritable invasor. I ho exemplifica molt bé quan diu que Manco Inca Yupanqui sabia molt bé que els espanyols, al diumenge, no menjaven carn roja i havent anat a pescar amb uns indis el "menjar dels espanyols del dia de guardar' ", va rebre un chasqui que li portava notícies del Cusco. Va tornar Manco Inca Yupanqui al campament on Francisco Pizarro per dir-li: "... diu que Quízquiz amb la seva gent de guerra es dirigeix a cremar el Cusco i que és a prop, i he volgut avisar-t'ho perquè hi posis remei". Es fa palès, doncs, que els responsables de l'Imperi no s'adonaven que el veritable enemic no eren les legions de Huáscar Inca Yupanqui ni d'Atahualpa, sinó aquells a qui ajudaven. És comprensible l'ajuda per part dels huanuqes chancas, aimares i altres ètnies que estaven sotmeses a l'imperi, però, l'ajuda dels quítxues, que recolzaven l'Imperi...
L'adhesió de Manco Inca Yupanqui o Manco II, als espanyols, va afegir més tropes inques al costat de Francisco Pizarro; aquest inesperat suport va influir en l'ànim del conqueridor per entrar al Cusco, presentant batalla a les hosts de Quízquiz.
Sense obstacles, va entrar al Cusco el conqueridor Francisco Pizarro, amb Manco Inca i les hosts espanyoles i inques huascaristes. "D'aquesta manera va entrar el Governador amb la seva gent en aquella gran ciutat del Cusco sense altra resistència ni batalla, divendres a l'hora de missa major, a quinze dies del mes de novembre de l'any del Naixement del nostre Salvador i Redemptor Jesucrist MDXXXIII  "(nota: any 1533).
Pizarro, mentre, en no ser hostilitzat quan va prendre el Cusco, va organitzar un altre exèrcit amb gent de Manco Inca Yupanqui que va aconseguir reunir "cinc mil guerrers ". Pizarro va ordenar a Hernando de Soto, que donés suport a aquesta tropa índia amb cinquanta homes a cavall, que van sortir del Cusco per presentar batalla a Quízquiz a 5 llegües de la ciutat, on estava el seu campament. A la localitat de Sapi, es van enfrontar els dos exèrcits, combat del qual va sortir victoriosa la tropa combinada de Manco Inca Yupanqui, però sense poder derrotar l'oponent. Després d'aquesta batalla, van tornar al Cusco. El general Paullu Inca, que comandava les tropes de Mancc Inca, va perseguir l'exèrcit de Quízquiz, però fou derrotat en aquesta persecució. Al Cusco es va rebre la notícia "que els havien mort mil indis". Mentrestant, Manco Inca Yupanqui va sol·licitar als curacas "gent de guerra", i en menys de deu dies tenia al Cusco un exèrcit de deu mil guerrers.
L'astut Francisco Pizarro va fer legalitzar el vassallatge un diumenge sortint de missa a la qual havia assistit amb Manco Inca Yupanqui. Va fer sortir l'inca a la plaça, i va ordenar al seu secretari Sancho de la Hoz que llegís la "demanda i requeriment". Pizarro va seguir el protocol espanyol tradicional per a aquests casos. Al final Pizarro va abraçar Manco Inca Yupanqui, i aquest retribuir el gest oferint chicha en un got d'or.
Arribat l'estiu i les copioses pluges estivals, no es va organitzar cap campanya contra les tropes de Quízquiz. Al febrer de 1534, l'exèrcit de Manco Inca Yupanqui, que en aquell temps comptava amb vint-i-cinc mil soldats i els cinquanta de cavall d'Hernando de Soto, es va posar en moviment per tal de perseguir Quízquiz per la ruta de Vilcas. En arribar a Vilcas, l'exèrcit de Manco Inca va descansar; allà els va arribar la notícia que l'exèrcit de Quízquiz es trobava a Jauja. Això va preocupar en gran manera la tropa espanyola de Manco Inca Yupanqui, perquè a Jauja es trobava la guarnició que havia deixat Francisco Pizarro, en el seu avanç sobre el Cusco. Tota la cavalleria espanyola, comandada per Hernando de Soto, més quatre mil guerrers de l'exèrcit de Paullu Inca, comandats per ell, es van afanyar a anar en auxili dels espanyols que s'havien quedat a Jauja. Manco Inca Yupanqui i la resta de l'exèrcit van tornar al Cusco. Sembla que la tropa d'Hernando de Soto i de Paullu Inca van arribar a temps, perquè l'exèrcit de Quízquiz havia posat setge a la plaça sense atacar-la.
En un dels reconeixements a la plaça de Jauja per part de l'exèrcit de Quízquiz, van arribar a una llegua d'aquesta llacta; Hernando de Soto i Paullu Inca, van prendre vint homes a cavall i tres mil guerrers inques i van partir a la seva recerca. Els de Quízquiz van ser atrapats a Maracaylla, on es va produir l'enfrontament. Villanueva, diu que l'enfrontament va ser dur, tot i que no fou un "cos a cos", ja que un exèrcit es trobava en una vora del riu Mantaro i l'altre, a l'altra riba, les armes que més es van usar en aquesta batalla van ser la ballesta, sagetes i "arcs com de pedra". Els espanyols, van decidir travessar el riu, mentre les tropes de Quízquiz iniciaven la retirada del setge i eren perseguides per les tropes de Paullu Inca "fins a fer-los amagar en una muntanya ". Donat que no sortien d'allà, les tropes de Paullu Inca les van atacar allà, i hi moriren diversos curaques de la comarca i milers de la tropa de Quízquiz. La resta es retiraren i foren perseguits per Paullu Inca, "tres llegües". L'exèrcit de Quízquiz es va retirar a Tarma. Aquí, el curaca va impedir l'entrada de Quízquiz a la llacta, presentant batalla. Les tropes de Francisco Pizarro i de Paullu Inca s'havien enfrontat a les de Quízquiz a Vilcaconga, Anta i Sapi, al Cusco; Jauja i Maracaylla, a Junín i a Vilcashuamán, a Ayacucho.
Francisco Pizarro es va afanyar a nomenar "Sapa Inca" a Manco Inca Yupanqui, per les raons que ens explica Villanueva Sotomayor:
| « | "El 16 de novembre, a un any de la presa de Cajamarca i de la captura d'Atahualpa. Pizarro va convertir a Manco Inca a Sapa Inca. ... E feu-li tan prest perquè els senyors i cacics no se n'anessin a les seves terres, que eren de diverses província si molt lluny unes de les altres, i perquè els naturals, no s'ajuntessin amb els de Quito sinó que tinguessin un senyor separat al qual havien de reverenciar i obeir i no bandolegessin i així va ordenar a tots els cacics que l'obeïssin com a senyor i fessin tot el que els manés ". | » |

Era costum inca que cada curaca tingués en el Cusco el seu allotjament, perquè havia de venir a la ciutat imperial per lliurar els seus tributs al Sapa Inca, a les festes (principalment, a l'Inti Raymi) i a tota convocatòria que se li fes des del "Melic del món". Però, a més, l'auqui del curaca (el seu germà o un dels seus fills) sempre era al Cusco, gaudint dels favors de la cort del Sapa Inca. La seva permanència era la garantia del vincle entre l'estat cusqueny i els dominis del curaca. Era una mena d'ostatge.
| « | "Si Pizarro no optava per donar-li el comandament imperial a Manco Inca, els auquis i els cacics que estaven en aquests moments al Cusco, podien trencar aquest vincle i actuar a la seva manera. Potser, podrien haver-se unit a les tropes rebels de Quízquiz o organitzar d'una altra manera la resistència". | » |

Els nobles del Cusco, no s'adonaven encara que Francisco Pizarro estava manipulant el govern de l'Imperi, en nomenar com a Sapa Inca, primer a Túpac Huallpa i després a Manco Inca Yupanqui, fins i tot mantenint-los com a ostatges. Certament, haguessin pogut nomenar els curaques del Cusco al nou Sapa Inca d'entre les panaques reials, i manejar el govern amb més independència, per organitzar millor la resistència inca,. Tanmateix, la guerra civil ja havia arribat a la capital de l'imperi. Però el cert és que ni huascaristes ni atahualpistes ho van fer, amb el que es va perdre l'oportunitat d'unir novament l'Imperi i oferir als espanyols una resistència més organitzada i efectiva. Potser, mentre va estar viu Challcuchimac, els atacs inques fossin febles, per la por a les represàlies dels espanyols en la persona d'aquest general inca, però un cop assassinat el general inca, és probable que a Quízquiz no li importés gaire la vida de Manco Inca Yupanqui, pel fet de ser huascarista.
L'altre concepte que podria explicar l'aïllada resistència seria la manera de combatre d'ambdós exèrcits: mentre els inques oferien batalla en camp obert de manera franca, els espanyols apel·laven a argúcies per derrotar-los fins i tot abans de presentar batalla. No hi ha dubte, i això està molt clar, que les armes van tenir un paper determinant en aquesta fase de la història del Perú, per les raons que s'han comentat anteriorment.

#### Els espanyols a Cusco
No hi ha dubte que Cusco era la ciutat principal de tot el Tahuantinsuyo. En prendre-la els espanyols, va minvar significativament la resistència inca, no només perquè allà hi havia tota l'organització de l'imperi, sinó pel significat que tenia per als exèrcits inques veure la seva capital presa i dominada pels espanyols.
| « | Hi ha en aquesta ciutat molts estances i grandeses, passen pels dos costats dos rius que neixen una llegua (5,5 quilòmetres) més amunt d'allà, i des d'allà fins que arriben a la ciutat i dues llegües (11 quilòmetres) més baix, tots van enllosats perquè l'aigua corri neta i clara i encara que creixi no es desbordi; tenen els seus ponts pel que s'entra a la ciutat... | » |

Els espanyols també van donar curs a la seva cobdícia de metalls preciosos, varen saquejar especialment el Coricancha, els palaus imperials i altres estances senyorials. Aquest or i plata van ser fosos, i es van obtenir 580.200 pesos de "bon or". El quint reial, que va arribar a Sevilla de mans d'Hernando Pizarro va representar 116.460 pesos d'or, a més la plata va representar 215.000 marcs: 170.000 "eren de plata bona en vaixella i planxes netes i bona, i la resta no perquè estava en planxes i peces barrejades amb altres metalls conforme es treia de la mina.
El 23 de març de 1534, Francisco Pizarro realitza la fundació espanyola de la ciutat del Cusco amb el títol de La Molt Noble i Gran Ciutat de Cusco . Es va fer l'acta de fundació i es va repartir entre els espanyols solars, terres i indis. Com en tota ciutat espanyola es va escollir la Plaça Major, el lloc de l'església i es van instal·lar els primers veïns espanyols del Cusco. Sota el pretext que "els ensenyessin i adoctrinessin en les coses de la nostra santa fe catòlica", es va lliurar als espanyols una quantitat d'indis per al seu ús en treball i impostos. Pizarro va afavorir els seus amics al Cusco en el repartiment de solars, terres i nadius. Això va disminuir la ja fràgil cohesió espanyola, va augmentar les diferències i va aprofundir els ressentiments entre ells.

## Acaballes

Detall d'una galeria de retrats dels sobirans inques del costat esquerre que va ser publicada en 1744 en l'obra Relación del Viaje a la América Meridional de la qual Jorge Juan i Antonio de Ulloa en foren els autors.

Detall d'una galeria de retrats dels sobirans espanyols del costat dret que va ser publicada en 1744 en l'obra Relación del Viaje a la América Meridional de la qual Jorge Juan i Antonio de Ulloa en foren els autors.

Francisco Pizarro, en companyia sempre l'inca Manco Inca Yupanqui i del seu exèrcit, surt del Cusco a la recerca de Quízquiz, cap a Xauxa, a la zona central nord de l'Imperi. En Vilcas, el Governador s'assabenta que Quízquiz amb el seu exèrcit es trobava 40 llegües (225 quilòmetres) al nord de Xauxa, camí a Cajamarca. Pizarro demana enviament de reforços i passa a Xauxa. Allà s'assabenta que Diego d'Almagro, que havia estat enviat a socórrer el general Paullu ja Hernando de Soto, després d'espantar les tropes de Quízquiz, va passar a Chincha i Pachacámac.
Un cop arribar a Jauja, el 25 d'abril de 1534, Pizarro funda la nova ciutat espanyola de Jauja (llavors escrita "Xauxa"), amb repartiment de solars i la resta del protocol espanyol de l'ocasió. Mentrestant, arribaren els reforços del Cusco, que consistien en 4.000 indis als quals s'uniren els 30 espanyols de cavall i 30 d'infanteria. Alhora, Pedro de Alvarado havia organitzat una altra expedició de conquesta al Perú i ja es trobava en les costes de l'imperi amb quatre navilis, desembarcant a Portoviejo (actual Equador) quatre-cents soldats, "dels quals 150 eren de cavall", mentre que Sebastián de Belalcázar ho feia amb 70 de cavall.
Preocupat Francisco Pizarro per la presència de Pedro de Alvarado al Perú, instruí Diego d'Almagro perquè mantingués negociacions amb ell. Almagro, amb el suport de Sebastián de Benalcázar, va sortir a trobar Pedro de Alvarado, que es trobava de camí a Quito. Alvarado havia sortit amb destinació al Perú des de Guatemala, amb la intenció de conquerir la zona nord de l'Imperi Inca. Per això, va desembarcar a Bahía de Caráquez (actual Equador), i es dirigí immediatament cap a Quito. A Riobamba es trobaren Pedro de Alvarado amb Diego d'Almagro i Sebastián de Benalcázar i celebraren converses. En elles s'acordà que Pedro de Alvarado havia de retornar a Guatemala, deixant al Perú la seva tropa, vaixells i pertrets, i a canvi rebria una quantitat en or i plata com a compensació.
El pagament efectuat per Francisco Pizarro a Pedro de Alvarado va ser una fortuna: se li van lliurar 100.000 pesos d'or. Aquesta compensació significava el doble de l'or que va rebre Francisco Pizarro durant el repartiment Cajamarca. Era quatre vegades més que el que va rebre Hernando Pizarro i cinc vegades més que el que va rebre Hernando de Soto. Només per arribar fins al Perú, Alvarado va rebre més or del que va obtenir per totes les seves conquestes de Mesoamèrica i "sense disparar un sol tret d'arcabús". Tot això va crear una rasa encara més profunda entre els socis de la conquesta.
Per a Francisco Pizarro, Diego d'Almagro i Sebastián de Benalcázar, va ser un negoci haver rebut les tropes, els navilis i els pertrets portats per Pedro de Alvarado, per tal de poder consolidar la conquesta.